# Archaeognatha
Los arqueognatos (Archaeognatha, del griego αρχαιος archaeos, "antiguo" y γναθος gnathos, "mandíbula") o pececillos de cobre, son un primitivo orden de insectos carentes de alas (Apterygota*), ectognatos (con piezas bucales externas), de forma alargada, con tres cercos ("colas") en la extremidad del abdomen y el cuerpo cubierto por escamas con reflejos metálicos, de donde deriva su nombre común. Es un orden cosmopolita. Se han descrito unas 350 especies. Son uno de los grupos de insectos que menos cambios evolutivos ha sufrido desde su aparición en el Devónico, hace 390 millones de años.
Según las clasificaciones actuales, los antiguos órdenes Monura y Microcoryphia deben agruparse en el orden Archaeognatha, como muestra el siguiente cladograma:
| ___ | Machiloidea |
|     | Machiloidea |
|     | Monura †    |
|     |             |

|  | Zygentoma (obsoleto: Thysanura s.s.) |
|  |                                      |
|  | Pterygota                            |
|  |                                      |

| ___ | Machiloidea |
|     | Machiloidea |
|     | Monura †    |
|     |             |

|  | Zygentoma (obsoleto: Thysanura s.s.) |
|  |                                      |
|  | Pterygota                            |
|  |                                      |